# Synagoge (Trutnov)
Koordinaten: 50° 33′ 16,9″ N, 15° 54′ 16,6″ O

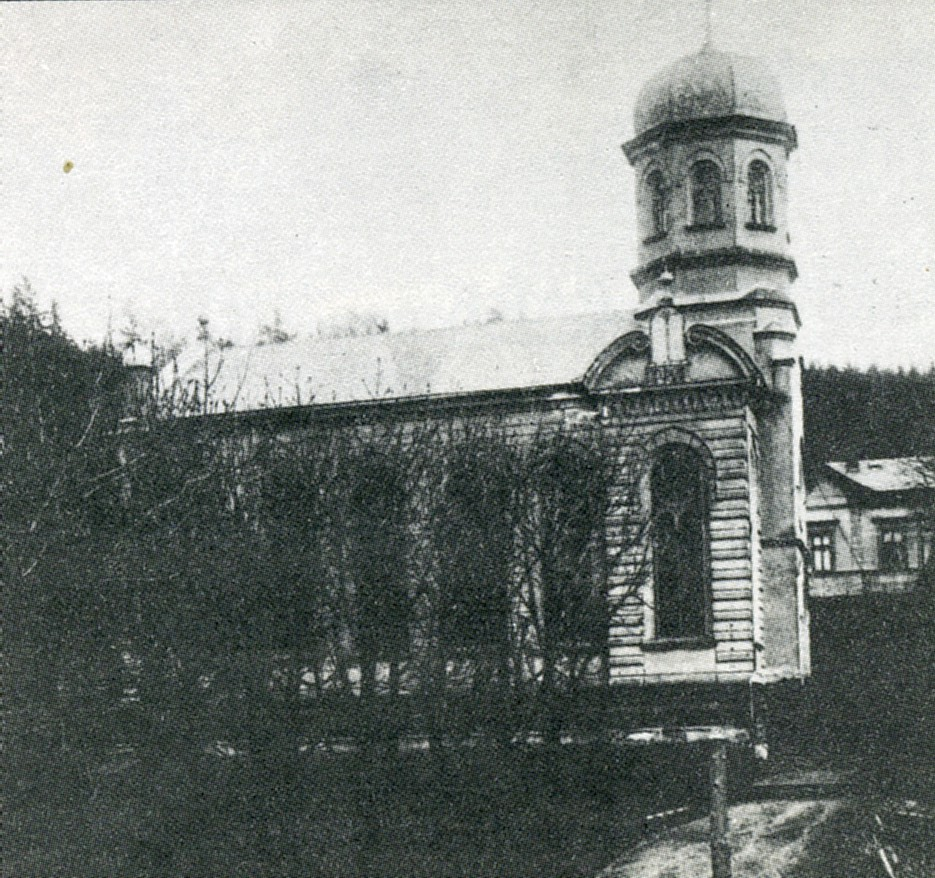
Synagoge in Trutnov (um 1900)

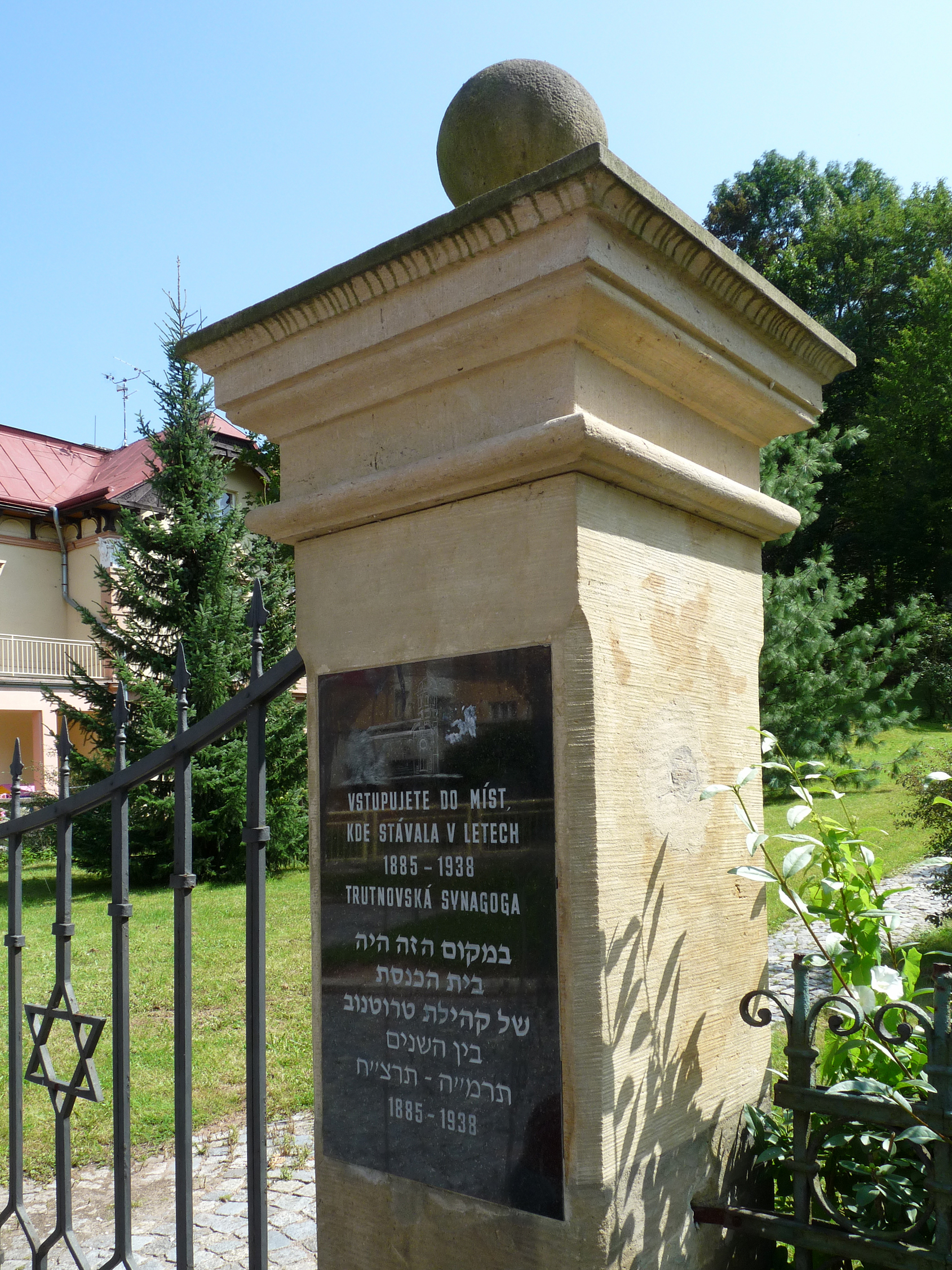
Pfosten der Umfriedung mit Gedenktafel

Die Synagoge in Trutnov (deutsch Trautenau), einer tschechischen Stadt in Nordostböhmen, wurde von 1882 bis 1885 errichtet. Die Synagoge stand in der Rinnelgasse.
Die Synagoge wurde nach Plänen des Trautenauer Stadtbaumeisters Konrad Kühn erbaut. Sie bot etwa 170 Männern und 120 Frauen Platz. Das Bauwerk entstand im Stil der Neorenaissance mit neoromanischen Architekturelementen.
Während der Novemberpogrome brannten am 9. November 1938 sudetendeutsche SA-Angehörige das Synagogengebäude nieder.
Am Standort der Synagoge erinnert eine Gedenktafel an das jüdische Gotteshaus.